# Akiva Schaffer
Akiva D. Schaffer (/əˈkiːvə ˈʃeɪfər/; sinh ngày 1 tháng 12 năm 1977) là một đạo diễn phim, diễn viên hài, diễn viên và biên kịch người Mỹ. Anh là thành viên của nhóm hài The Lonely Island cùng với Andy Samberg và Jorma Taccone. Anh bắt đầu sự nghiệp của mình với The Lonely Island làm các video cho Channel 101. Vào năm 2005, Saturday Night Live đã thuê bộ ba, với Schaffer tham gia với tư cách là biên kịch. Trong thời gian làm việc tại SNL, The Lonely Island đã đi tiên phong trong định dạng digital short, tạo ra một số bản phác thảo hài phổ biến nhất mọi thời đại, bao gồm "Lazy Sunday", "I Just Had Sex", "I'm on a Boat", và "Dick in a Box". Sau SNL, Schaffer tiếp tục đạo diễn các bộ phim bao gồm Hot Rod, Đội dân phòng tinh nhuệ, Popstar: Never Stop Never Stopping, và Chip 'n Dale: Rescue Rangers. The Lonely Island đã tạo ra các album như Incredibad, Turtleneck & Chain, và The Wack Album. Schaffer cũng đã sản xuất một số chương trình truyền hình và phim, trong đó bao gồm Siêu đặc vụ, PEN15, Tim Robinson: Tôi nghĩ bạn nên ra về, và Palm Springs: Mở mắt thấy hôm qua.   

## Thời thơ ấu
Schaffer sinh ra ở Berkeley, California, cha mẹ của anh là người Do Thái đến từ New York.
Vào năm 2000, anh tốt nghiệp Đại học California, Santa Cruz với bằng điện ảnh.

## Sự nghiệp

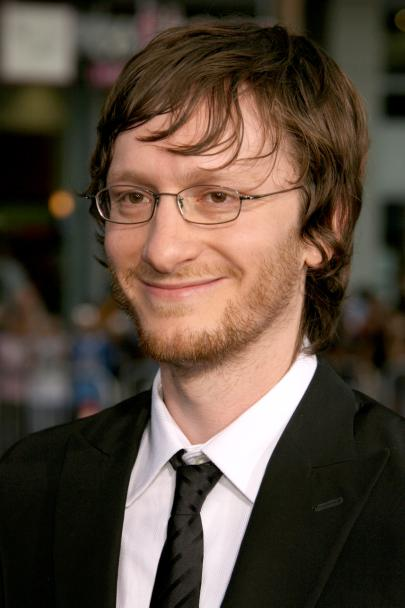
Schaffer tại buổi ra mắt Hot Rod năm 2007

Sau khi tốt nghiệp đại học, anh và những người bạn thời thơ ấu của mình, Andy Samberg và Jorma Taccone, chuyển đến Los Angeles và bắt đầu làm phim hài. Taccone mang về căn hộ bộ phim Cat on a Hot Tin Roof, một lựa chọn mà Samberg và Schaffer trêu chọc là "quá phóng đại". Tuy nhiên, bộ phim đã truyền cảm hứng cho Schaffer viết một vở kịch phức tạp theo phong cách của Tennessee Williams được gọi là The Lonely Island, tham chiếu đến căn hộ của họ. Cái tên này cuối cùng trở thành tên gọi của nhóm hài. Trên Internet, Schaffer bắt đầu sự nghiệp đạo diễn của mình cho loạt phim web The 'Bu của The Lonely Island, đóng góp phá kỷ lục của nhóm cho Channel 101, một loạt phim nhại lại The OC và có sự tham gia của Sarah Chalke trong vai Melissa, cũng như là Samberg và Taccone. Schaffer đã đóng góp cho một số xuất phẩm khác của Channel 101 như một phần của Lonely Island.
Vào mùa thu năm 2005, Schaffer được tuyển dụng cho Saturday Night Live, nơi anh đã đạo diễn, đồng biên kịch và biên tập phần lớn các SNL Digital Shorts. Một số video ngắn/bài hát nổi bật bao gồm "Lazy Sunday", "I Just Had Sex", "Natalie's Rap", "Dick in a Box", "Peyton Manning for the United Way", "Iran So Far", "Jizz in My Pants", "Boombox", "I'm on a Boat", "Great Day", "Threw It on the Ground", "Jack Sparrow", "Like A Boss", "YOLO", "Semicolon", "Dear Sister", "Spring Break Anthem", "Shy Ronnie", "Ras Trent" và "Motherlover", phần tiếp theo của "Dick in a Box".
Vào năm 2007, Schaffer đạo diễn và diễn xuất trong bộ phim Hot Rod, với sự tham gia của Samberg, Taccone, Bill Hader, Danny McBride, Isla Fisher, Ian McShane, và Sissy Spacek, và được sản xuất bởi Lorne Michaels của SNL.
Schaffer đạo diễn bộ phim Đội dân phòng tinh nhuệ với sự tham gia của Ben Stiller, Vince Vaughn, Jonah Hill và Richard Ayoade, và được biên kịch bởi Seth Rogen và Evan Goldberg.
The Lonely Island đã phát hành ba album (Incredibad, Turtleneck & Chain, The Wack Album) cùng với hai bản nhạc phim (Popstar: Never Stop Never Stopping và Chuyện vui về cặp đôi bóng chày). Vào năm 2014, nhóm đã đồng sáng tác "Everything is Awesome", bài hát chủ đề của bộ phim Bộ phim Lego. Nó được đề cử cho Ca khúc gốc trong phim xuất sắc nhất và họ đã trình diễn nó tại lễ trao giải Oscar năm 2015. Cùng năm đó, Everything Is Awesome được RIAA chứng nhận đĩa bạch kim, gia nhập các đĩa đơn bạch kim trước đó của họ, "I'm on a Boat" (2×), "I Just Had Sex", "Jizz in My Pants", và đĩa đơn được chứng nhận đĩa vàng "Like a Boss".
Schaffer được ghi nhận là nhà sản xuất điều hành của bộ phim Siêu đặc vụ. Bộ phim được đồng biên kịch và đạo diễn bởi Jorma Taccone.
Vào năm 2016, Schaffer đồng biên kịch, đồng đạo diễn và đồng đóng vai chính trong bộ phim điện ảnh do Judd Apatow sản xuất, Popstar: Never Stop Never Stopping. Bộ phim tập trung vào siêu sao nhạc pop / rap Conner4Real (Samberg), người rơi vào tình thế khó khăn và chứng kiến cuộc sống thượng lưu của mình sụp đổ sau khi album mới của anh không bán được đĩa.
Anh cũng đồng đạo diễn / tạo ra chương trình Lễ tình nhân đặc biệt của Michael Bolton cho Netflix cùng với Scott Aukerman.
Schaffer đã đạo diễn bốn video âm nhạc cho ban nhạc We Are Scientists và một cho Eagles of Death Metal.
Vào năm 2018, Schaffer đóng vai khách mời trong loạt phim sitcom Đồn Brooklyn số 99 của NBC, đóng vai Brett Booth trong tập Show me Going.
The Lonely Island đã đồng sản xuất cả hai mùa của Tim Robinson: Tôi nghĩ bạn nên ra về, hầu hết các tập đều có Schaffer đồng đạo diễn với Alice Mathias. Cũng trong năm 2019, họ đã phát hành Chuyện vui về cặp đôi bóng chày trên Netflix, một bài thơ trực quan về các huyền thoại của Oakland A, Jose Canseco và Mark McGwire. Mùa hè năm đó, The Lonely Island bắt đầu chuyến lưu diễn trực tiếp đầu tiên của họ, ngay lập tức bán hết các địa điểm trên khắp Hoa Kỳ và thu hút một trong số những đám đông lớn nhất vào cuối tuần tại Lễ hội Bonnaroo và Lễ hội mùa hè Milwaukee.
Schaffer đã sản xuất bộ phim Palm Springs: Mở mắt thấy hôm qua, được ra mắt trên Hulu vào tháng 7 năm 2020 và mang đến lượng người xem cuối tuần mở màn lớn nhất từ trước đến nay cho một bộ phim trên nền tảng này. Trước khi ra mắt trên Hulu, NEON/Hulu đã mua lại bộ phim với giá kỷ lục 17.500.000,69 đô la tại Liên hoan phim Sundance 2020, biến nó trở thành giao dịch lớn nhất trong lịch sử của liên hoan phim. Gần đây nhất, bộ phim và dàn diễn viên được đề cử cho năm giải Super Critics Choice, một đề cử giải Quả cầu vàng cho Phim điện ảnh, phim ca nhạc hoặc phim hài xuất sắc nhất, cũng như một đề cử Nam diễn viên phim ca nhạc hoặc phim hài xuất sắc nhất cho Samberg. Bộ phim cũng đã giành được giải Lựa chọn của giới phê bình điện ảnh ở hạng mục Phim hài hay nhất và giành được đề cử giải thưởng của Hiệp hội Nhà văn Hoa Kỳ cho Kịch bản gốc hay nhất.
Schaffer cũng điều hành sản xuất chương trình được đề cử giải Emmy của Hulu, PEN15,  với sự tham gia của Maya Erskine và Anna Konkle.
Schaffer đã đạo diễn bộ phim Disney Chip 'n Dale: Rescue Rangers. Phim có sự tham gia của Andy Samberg và John Mulaney và là sự kết hợp giữa người đóng và hoạt hình máy tính. Nó được phát hành vào mùa xuân năm 2022.

## Đời sống cá nhân
Schaffer đã kết hôn với nữ biên kịch và diễn viên hài Liz Cackowski; họ có hai con.

## Danh sách phim

### Điện ảnh
| Năm  | Tựa đề                             | Đạo diễn | Nhà sản xuất | Biên kịch |
| ---- | ---------------------------------- | -------- | ------------ | --------- |
| 2007 | Hot Rod                            | Có       | Không        | Không     |
| 2008 | Extreme Movie                      | Không    | Không        | Có        |
| 2012 | Đội dân phòng tinh nhuệ            | Có       | Không        | Không     |
| 2016 | Popstar: Never Stop Never Stopping | Có       | Có           | Có        |
| 2017 | Brigsby Bear                       | Không    | Có           | Không     |
| 2020 | I Used to Go Here                  | Không    | Có           | Không     |
| 2020 | Palm Springs: Mở mắt thấy hôm qua  | Không    | Có           | Không     |
| 2022 | Chip 'n Dale: Rescue Rangers       | Có       | Không        | Không     |

Nhà sản xuất điều hành
- Siêu đặc vụ (2010)

Ghi danh diễn xuất
| Năm  | Tựa đề                             | Vai diễn |
| ---- | ---------------------------------- | --- |
| 2007 | Hot Rod                            | Derek |
| 2012 | Đội dân phòng tinh nhuệ            | Casual Wanker #3 |
| 2013 | Những đứa trẻ to xác 2             | Hoạt náo viên nam |
| 2014 | Neighbors                          | Toga #2 |
| 2016 | Popstar: Never Stop Never Stopping | Lawrence |
| 2018 | 7 Splinters in Time                | McFly |
| 2022 | Chip 'n Dale: Rescue Rangers       | Đạo diễn của Rescue Rangers; Lồng tiếng E.T, Colonel, Harold, Mr. Natural, Officer Chameleon, Officer Puppet Sock, Thợ đánh giày hoạt hình đen trắng, Chú chuột đói, Lợn trong phòng tắm hơi |
| 2022 | Weird: The Al Yankovic Story       | Alice Cooper |

### Truyền hình
| Năm       | Tựa đề                               | Đạo diễn | Nhà sản xuất điều hành | Biên kịch | Ghi chú                                        |
| --------- | ------------------------------------ | -------- | ---------------------- | --------- | ---------------------------------------------- |
| 2003–2005 | The 'Bu                              | Không    | Có                     | Có        | Đồng thời là người sáng lập                    |
| 2005–2011 | Saturday Night Live                  | Có       | Không                  | Có        | 68 tập (đạo diễn); 116 tập (biên kịch)         |
| 2014-2018 | Đồn Brooklyn số 99                   | Có       | Không                  | Không     | Tập "Charges and Specs" và "The Puzzle Master" |
| 2016      | Party Over Here                      | Không    | Có                     | Không     |                                                |
| 2017      | The Gorburger Show                   | Không    | Có                     | Không     |                                                |
| 2017–2019 | I'm Sorry                            | Không    | Có                     | Không     |                                                |
| 2018      | Alone Together                       | Không    | Có                     | Không     | Đồng thời là người sáng lập                    |
| 2019–2021 | Tim Robinson: Tôi nghĩ bạn nên ra về | Có       | Có                     | Không     | 9 tập                                          |
| 2019      | Chuyện vui về cặp đôi bóng chày      | Có       | Có                     | Không     | Đồng thời là biên tập                          |
| 2019–2021 | PEN15                                | Không    | Có                     | Không     |                                                |

Chương trình truyền hình đặc biệt
| Năm  | Tựa đề                                        | Đạo diễn | Nhà sản xuất | Biên kịch | Notes                                            |
| ---- | --------------------------------------------- | -------- | ------------ | --------- | ------------------------------------------------ |
| 2004 | Giải Điện ảnh và Truyền hình của MTV năm 2004 | Không    | Không        | Có        |                                                  |
| 2004 | Channel 101                                   | Có       | Có           | Có        | Phân đoạn "Football Town"; Đồng thời là biên tập |
| 2005 | Giải Điện ảnh và Truyền hình của MTV năm 2005 | Không    | Không        | Có        |                                                  |
| 2009 | Giải Điện ảnh và Truyền hình của MTV năm 2009 | Không    | Co-producer  | Có        |                                                  |
| 2015 | Saturday Night Live 40th Anniversary Special  | Không    | Không        | Có        |                                                  |
| 2017 | Lễ tình nhân đặc biệt của Michael Bolton      | Có       | Executive    | Không     | Đồng đạo diễn với Scott Aukerman                 |
| 2019 | Giải Quả cầu vàng lần thứ 76                  | Không    | Không        | Có        | Phim đặc biệt                                    |

Phim truyền hình
| Năm  | Tựa đề               | Đạo diễn | Nhà sản xuất | Biên kịch | Ghi chú               |
| ---- | -------------------- | -------- | ------------ | --------- | --------------------- |
| 2003 | Regarding Ardy       | Có       | Có           | Có        | Đồng thời là biên tập |
| 2004 | G-Phoria 2004        | Không    | Không        | Có        | Phim tài liệu         |
| 2017 | Home for the Weekend | Không    | Executive    | Không     |                       |

Ghi danh diễn xuất
| Năm       | Tựa đề                                   | Vai diễn                                | Ghi chú                           |
| --------- | ---------------------------------------- | --------------------------------------- | --------------------------------- |
| 2008–2014 | Saturday Night Live                      | Nhiều nhân vật khác nhau                | 8 tập                             |
| 2016      | Party Over Here                          | The Lonely Island (Không được ghi danh) | Tập "Suffragettes"                |
| 2017      | Lễ tình nhân đặc biệt của Michael Bolton | Alan                                    | Chương trinh truyền hình đặc biệt |
| 2018      | Đồn Brooklyn số 99                       | Brett Booth                             | Tập "Show Me Going"               |
| 2019      | Chuyện vui về cặp đôi bóng chày          | Mark McGwire                            |                                   |

## Giải thưởng và đề cử
Vào năm 2007, Schaffer đã giành được giải Emmy nhờ tham gia sản xuất "Dick in a Box". Anh đã được đề cử giải Emmy cho bài hát "Motherlover." Anh đã được giới thiệu trong Cử nhân quyến rũ nhất của People với Andy Samberg, với tư cách là Đôi bạn thân quyến rũ nhất. Anh cũng đã giành được hai giải thưởng của Hiệp hội Nhà văn Hoa Kỳ và một giải Peabody cho những đóng góp của mình trong Saturday Night Live. The Lonely Island đã được đề cử vào năm 2009 cho một giải People's Choice và một giải Grammy.
| Năm  | Giải thưởng                                                  | Hạng mục                                                                                  | Tác phẩm đề cử                               | Kết quả   |
| ---- | ------------------------------------------------------------ | ----------------------------------------------------------------------------------------- | -------------------------------------------- | --------- |
| 2007 | Giải Primetime Emmy                                          | Nhạc và lời bài hát gốc xuất sắc cho bài hát "Dick In A Box"                              | Saturday Night Live                          | Đoạt giải |
| 2007 | Giải thưởng của Hiệp hội Nhà văn Hoa Kỳ                      | Hài/Tạp kỹ (Bao gồm cả chương trình trò chuyện) - Loạt phim                               | Saturday Night Live                          | Đoạt giải |
| 2008 | Giải Primetime Emmy                                          | Biên kịch xuất sắc cho một chương trình tạp kỹ, âm nhạc hoặc hài kịch                     | Saturday Night Live                          | Đề cử     |
| 2009 | Giải Primetime Emmy                                          | Biên kịch xuất sắc cho một chương trình tạp kỹ, âm nhạc hoặc hài kịch                     | Saturday Night Live                          | Đề cử     |
| 2009 | Giải Primetime Emmy                                          | Nhạc và lời bài hát gốc xuất sắc cho bài hát "Motherlover"                                | Saturday Night Live                          | Đề cử     |
| 2009 | Giải thưởng của Hiệp hội Nhà văn Hoa Kỳ                      | Hài/Tạp kỹ (Bao gồm cả chương trình trò chuyện) - Loạt phim                               | Saturday Night Live                          | Đoạt giải |
| 2010 | Giải Primetime Emmy                                          | Nhạc và lời bài hát gốc xuất sắc cho bài hát "Shy Ronnie"                                 | Saturday Night Live                          | Đề cử     |
| 2010 | Giải Primetime Emmy                                          | Biên kịch xuất sắc cho một chương trình tạp kỹ, âm nhạc hoặc hài kịch                     | Saturday Night Live                          | Đề cử     |
| 2010 | Giải Grammy                                                  | Hợp tác Rap/Hát xuất sắc nhất                                                             | "I'm on a Boat"                              | Đề cử     |
| 2010 | Giải thưởng của Hiệp hội Nhà văn Hoa Kỳ                      | Hài/Tạp kỹ (Bao gồm cả chương trình trò chuyện) - Loạt phim                               | Saturday Night Live                          | Đoạt giải |
| 2011 | Giải Primetime Emmy                                          | Nhạc và lời bài hát gốc xuất sắc cho bài hát "Jack Sparrow"                               | Saturday Night Live                          | Đề cử     |
| 2011 | Giải Primetime Emmy                                          | Nhạc và lời bài hát gốc xuất sắc cho bài hát "3-Way (The Golden Rule)"                    | Saturday Night Live                          | Đề cử     |
| 2011 | Giải Primetime Emmy                                          | Nhạc và lời bài hát gốc xuất sắc cho bài hát "I Just Had Sex"                             | Saturday Night Live                          | Đề cử     |
| 2011 | Giải Primetime Emmy                                          | Biên kịch xuất sắc cho một chương trình tạp kỹ, âm nhạc hoặc hài kịch                     | Saturday Night Live                          | Đề cử     |
| 2012 | Giải Grammy                                                  | Album hài hay nhất                                                                        | Turtleneck & Chain                           | Đề cử     |
| 2012 | Giải Improvisation News New York (Giải INNY)                 | Video hài hay nhất                                                                        | Saturday Night Live                          | Đoạt giải |
| 2012 | Giải thưởng của Hiệp hội Nhà văn Hoa Kỳ                      | Hài/Tạp kỹ (Bao gồm cả chương trình trò chuyện) - Loạt phim                               | Saturday Night Live                          | Đề cử     |
| 2014 | Giải Hollywood Music In Media (HMMA)                         | Bài hát hay nhất - Phim hoạt hình cho bài hát "Everything Is Awesome"                     | Bộ phim Lego                                 | Đoạt giải |
| 2014 | Online Film & Television Association (Giải truyền hình OFTA) | Đạo diễn xuất sắc nhất trong loạt phim hài                                                | Đồn Brooklyn số 99                           | Đề cử     |
| 2014 | Giải Hiệp hội phê bình phim Phoenix (Giải PFCS)              | Bài hát gốc hay nhất cho bài hát "Everything Is Awesome"                                  | Bộ phim Lego                                 | Đoạt giải |
| 2015 | Giải Primetime Emmy                                          | Biên kịch xuất sắc cho chương trình đặc biệt                                              | Saturday Night Live 40th Anniversary Special | Đề cử     |
| 2015 | Giải Grammy                                                  | Bài hát được viết cho truyền thông đại chúng hay nhất cho bài hát "Everything Is Awesome" | Bộ phim Lego                                 | Đề cử     |
| 2015 | Giải thưởng Điện ảnh Trực tuyến Quốc tế (INOCA)              | Bài hát gốc hay nhất cho bài hát "Everything Is Awesome"                                  | Bộ phim Lego                                 | Đề cử     |
| 2015 | Giải thưởng phê bình phim Iowa                               | Bài hát hay nhất cho bài hát "Everything Is Awesome"                                      | Bộ phim Lego                                 | Đề cử     |
| 2015 | Giải Satellite                                               | Bài hát gốc hay nhất cho bài hát "Everything Is Awesome"                                  | Bộ phim Lego                                 | Đề cử     |
| 2016 | Giải Hiệp hội phê bình phim Las Vegas (Giải Sierra)          | Bài hát hay nhất cho bài hát "Finest Girl (Bin Laden Song)"                               | Popstar: Never Stop Never Stopping           | Đề cử     |
| 2018 | Giải thưởng của Hiệp hội Nhà văn Hoa Kỳ                      | Hài/Tạp kỹ (Âm nhạc, Giải thưởng, Vinh danh) - Chương trình Đặc biệt                      | Lễ tình nhân đặc biệt của Michael Bolton     | Đề cử     |
| 2019 | Giải Gotham Independent Film                                 | Loạt phim đột phá - Dạng ngắn                                                             | PEN15                                        | Đoạt giải |
| 2021 | Giải Primetime Emmy                                          | Loạt phim hài nổi bật                                                                     | PEN15                                        | Đề cử     |